# Хозяйствующий субъект
Хозяйствующий субъект (субъекты хозяйствования) — это осуществляющие производство, реализацию либо приобретение товаров, оказание услуг и выполнение работ частные, государственные и иные предприятия, а также их филиалы и представительства, акционерные общества и иные товарищества, союзы, ассоциации, концерны, межотраслевые, региональные и другие объединения предприятий, организации и учреждения, банки, товарные и фондовые биржи, инвестиционные, пенсионные и другие фонды, иные объединения и граждане, занимающиеся самостоятельной предпринимательской деятельностью.
Таким образом, хозяйствующий субъект может выступать как индивидуум или их группа (ассоциация). В первом случае он проявляет себя через индивидуальную трудовую деятельность, функционирование частной фирмы или на уровне домохозяйства; во втором — через совместную деятельность, партнёрство, предпринимательские и другие структуры, отражающие наличие как минимум двух сфер экономической активности человека, таких как потребление конечных продуктов и услуг, материальное производство. Кроме экономического интереса хозяйствующий субъект должен владеть нормами права, нравственных и этических оценок.
К хозяйствующим субъектам в общероссийском классификаторе организационно-правовых форм (ОКОПФ) относятся любые юридические лица, а также организации, осуществляющие свою деятельность без образования юридического лица, и индивидуальные предприниматели.